# Maxillaria pamplonensis
Maxillaria pamplonensis är en orkidéart som beskrevs av Jean Jules Linden och Heinrich Gustav Reichenbach. Maxillaria pamplonensis ingår i släktet Maxillaria och familjen orkidéer.
Artens utbredningsområde är Colombia. Inga underarter finns listade i Catalogue of Life.